# Emma Ekenman-Fernis
Emma Ekenman-Fernis (* 24. Juli 1996 in Stockholm) ist eine schwedische Handballspielerin. Sie spielt beim schwedischen Zweitligisten LUGI HF und in der schwedischen Nationalmannschaft.

## Karriere
Emma Ekenman-Fernis begann das Handballspielen beim schwedischen Verein Rosersbergs IK. Im Sommer 2009 wechselte sie zu Skånela IF. In der Saison 2014/15 lief die Außenspielerin für Spårvägens HF auf. Ab dem Sommer 2015 stand sie bei IK Sävehof unter Vertrag, mit dem sie 2016, 2018 und 2019 die schwedische Meisterschaft gewann. Im Sommer 2020 wechselte sie zum deutschen Bundesligisten Thüringer HC. Seit dem Sommer 2022 steht sie beim schwedischen Erstligisten LUGI HF unter Vertrag. Mit Lugi trat sie 2024 den Gang in die Zweitklassigkeit an.
Emma Ekenman-Fernis gewann mit der schwedischen Jugendnationalmannschaft die Goldmedaille bei der U-17-Europameisterschaft 2013 sowie die Bronzemedaille bei den Olympischen Jugend-Sommerspielen 2014. Seit 2016 gehört sie dem Kader der schwedischen Nationalmannschaft an, für die sie bisher in 39 Länderspielen 54 Treffer erzielte. Mit Schweden nahm sie an der Europameisterschaft 2016 teil.